# Graftonita
La graftonita és un mineral de la classe dels fosfats, que pertany i dona nom al grup de la graftonita. Rep el seu nom de la localitat on va ser descoberta el 1900, Grafton, a l'estat de Nou Hampshire, Estats Units. Un sinònim poc usat és el de repossita.

## Característiques
La graftonita és un fosfat de ferro, que forma una sèrie de solució sòlida amb la beusita. En el mes de febrer de 2017 l'espècie va ser redefinida, desapareixent el calci, molt poc present anteriorment, i el manganès de la seva fórmula química. Generalment presenta un hàbit massiu, en forma de làmines paral·leles quan apareix en al costat de trifilites o ocasionalment amb altres fosfats primaris en roques pegmatites de granit. Els cristalls ben formats d'aquest mineral són desconeguts. Els cristalls pseudomòrfics d'heterosita formats a partir de "cristalls" de graftonita són fortament prismàtics, d'on es dedueix com és la seva estructura cristal·lina.
Segons la classificació de Nickel-Strunz, la graftonita pertany a «08.AB: Fosfats, etc. sense anions addicionals, sense H₂O, amb cations de mida mitjana» juntament amb els següents minerals: farringtonita, ferrisicklerita, heterosita, litiofil·lita, natrofilita, purpurita, sicklerita, simferita, trifilita, karenwebberita, sarcòpsid, chopinita, beusita, xantiosita, lammerita, lammerita-β, mcbirneyita, stranskiita, pseudolyonsita i lyonsita.

## Formació i jaciments
És un mineral fosfat de formació primària, és a dir, format quan es va formar la roca, que apareix en complexos pegmatítics de granit. Sol trobar-se associada a altres minerals com: trifilita, litiofilita, sarcòpsid, ferrisicklerita, heterosita, arrojadita, fairfieldita, barbosalita, almandina, zircó, albita, moscovita o biotita. Als territoris de parla catalana ha estat descrita al Cap de Creus (Alt Empordà), al massís de l'Albera, a Argelers (Rosselló) i al camp de pegmatites de Cotlliure (Rosselló).